# BCV Volley Cup 1995
La BCV Volley Cup di pallavolo femminile 1995 si è svolto dal 13 al 18 giugno 1995 a Montreux, in Svizzera. Al torneo hanno partecipato 8 squadre nazionali e la vittoria finale è andata per la seconda volta consecutiva al Brasile.

## Squadre partecipanti
- Brasile
- Corea del Sud
- Cuba
- Giappone
- Italia
- Russia
- Stati Uniti
- Svizzera

## Gironi
| Girone A                    | Girone B                                   |
| --------------------------- | ------------------------------------------ |
| Cuba Giappone Italia Russia | Brasile Corea del Sud Stati Uniti Svizzera |

## Fase finale

### Finali 1º e 3º posto
|  | Semifinali  | Semifinali  | Semifinali |      |         | Finale 1º/2º posto | Finale 1º/2º posto | Finale 1º/2º posto |  |
|  |             |             |            |      |         |                    |                    |                    |  |
|  | Cuba        | Cuba        | 3          |      |         |                    |                    |                    |  |
|  | Cuba        | Cuba        | 3          |      |         |                    |                    |                    |  |
|  | Stati Uniti | Stati Uniti | 2          |      |         |                    |                    |                    |  |
|  | Stati Uniti | Stati Uniti | 2          |      | Brasile | Brasile            | 3                  |                    |  |
|  |             |             |            |      | Brasile | Brasile            | 3                  |                    |  |
|  |             |             | Cuba       | Cuba | 0       |                    |                    |                    |  |
|  | Brasile     | Brasile     | Cuba       | Cuba | 0       | 3                  |                    |                    |  |
|  | Brasile     | Brasile     |            |      |         | 3                  |                    |                    |  |
|  | Russia      | Russia      | 2          |      |         | Finale 3º/4º posto | Finale 3º/4º posto | Finale 3º/4º posto |  |
|  | Russia      | Russia      | 2          |      |         |                    |                    |                    |  |
|  |             |             |            |      |         |                    |                    |                    |  |
|  |             |             |            |      |         | Stati Uniti        | Stati Uniti        | 3                  |  |
|  |             |             |            |      |         | Stati Uniti        | Stati Uniti        | 3                  |  |
|  |             |             |            |      |         | Russia             | Russia             | 2                  |  |

### Finale 5º posto
|  | Semifinali    | Semifinali    | Semifinali |          |               | Finale        | Finale | Finale |  |
|  |               |               |            |          |               |               |        |        |  |
|  | Corea del Sud | Corea del Sud | 3          |          |               |               |        |        |  |
|  | Corea del Sud | Corea del Sud | 3          |          |               |               |        |        |  |
|  | Italia        | Italia        | 0          |          |               |               |        |        |  |
|  | Italia        | Italia        | 0          |          | Corea del Sud | Corea del Sud | 3      |        |  |
|  |               |               |            |          | Corea del Sud | Corea del Sud | 3      |        |  |
|  |               |               | Giappone   | Giappone | 0             |               |        |        |  |
|  | Giappone      | Giappone      | Giappone   | Giappone | 0             | 3             |        |        |  |
|  | Giappone      | Giappone      |            |          |               |               |        |        |  |
|  | Svizzera      | Svizzera      | ?          |          |               |               |        |        |  |

## Classifica finale
| Classifica | Squadre       |
| ---------- | ------------- |
|            | Brasile       |
|            | Cuba          |
|            | Stati Uniti   |
| 4          | Russia        |
| 5          | Corea del Sud |
| 6          | Giappone      |
| 7          | Italia        |
| 7          | Svizzera      |